# NTS Sessions 1-4
Albums de Autechre
Elseq 1-5
(2016) SIGN_(album)
(2020)
NTS Sessions 1-4 (également connu sous le nom de NTS Sessions) est le treizième album studio du duo de musique électronique Autechre, sorti par Warp le 26 avril 2018,. 
L'album a été annoncé le 9 avril. Il s'agit de l'enregistrement de la résidence d'Autechre en avril 2018 pour NTS Radio, qui a été annoncée la semaine précédente, le 3 avril 2018. L'album est ensuite sorti en format numérique et physique. 
Contenant 36 titres, et huit heures de musique, NTS Sessions 1-4 est la sortie d'Autechre la plus longue à ce jour. 
L'album a été acclamé par la critique.

## Sortie et promotion
Le 3 avril 2018, le groupe a annoncé une résidence de quatre semaines sur la webradio NTS Radio, le 5, 12, 19 et 26 avril 2018 à 16h00 GMT +1. Quelques jours après la diffusion de la première session, Warp Records annoncé que chacune des sessions de deux heures serait publiée en téléchargement numérique immédiatement après la diffusion, avec 12 coffrets LP et 8 CD de l'album entier, ainsi que 3 Pressages LP de chaque session individuelle, à paraître en juillet, principalement via la boutique Autechre de Bleep.com.

## Composition et production
Dans une interview d'août 2018 avec Pitchfork, Sean Booth et Rob Brown ont révélé qu'ils étaient initialement peu enclins à faire une résidence lorsqu'ils ont été approchés par NTS, ayant déjà produit un set pour la station en 2016. Cependant, le duo s'est rendu compte qu'ils disposaient de suffisamment de matériel pour huit heures de live, et ont finalement conçu le projet comme une émission de radio prolongée. Comme d'autres les autres sorties d'Autechre de la dernière décennie, la musique est un produit avec ce qu'ils appellent "the system": "un compendium labyrinthique de synthétiseurs logiciels, de machines virtuelles et de processus numériques". 
En abordant le projet comme une émission de radio, « les morceaux ont été assemblés et édités dans cet esprit », avec « des versions et des répétitions d'idées qui se sont produites dans des documents antérieurs ». Le duo a "passé énormément de temps à séquencer" les composants de l'album en mettant l'accent sur le "mixage en profondeur... où vous trouvez des choses dont vous n'êtes pas nécessairement conscient à la première écoute".

## Réception
Les sessions 1 à 4 de l'ÉNT ont été acclamées par la critique. Mark Smith de Resident Advisor a déclaré que, bien que " les sessions NTS 1-4 susciteront les mêmes critiques que n'importe quel album d'Autechre au cours de la dernière décennie … c'est leur meilleur disque depuis de nombreuses années ", qualifiant l'album de " pinacle, comme si le les décennies de travail précédentes étaient des actes de recherche menant à ce point.» . 
Pitchfork déclare que l'album «ajoute un autre niveau à l'héritage du duo britannique. Bien qu'il soit créé par un ordinateur, il vous amènera à un autre plan de l'existence humaine si vous le permettez." 
AllMusic, conclu que "Les intimidantes NTS Sessions sont le travail le plus challengeant d'Autechre, mais pour ceux qui s'y engagent, c'est aussi l'un des plus gratifiants.".

## Track listing
| NTS Session 1 (WARP 364-1) | NTS Session 1 (WARP 364-1) | NTS Session 1 (WARP 364-1) | NTS Session 1 (WARP 364-1) | NTS Session 1 (WARP 364-1) | NTS Session 1 (WARP 364-1) | NTS Session 1 (WARP 364-1) | NTS Session 1 (WARP 364-1) | NTS Session 1 (WARP 364-1) | NTS Session 1 (WARP 364-1) |
| No                         | Titre                      | Durée                      |                            |                            |                            |                            |                            |                            |                            |
| -------------------------- | -------------------------- | -------------------------- | -------------------------- | -------------------------- | -------------------------- | -------------------------- | -------------------------- | -------------------------- | -------------------------- |
| 1.                         | t1a1                       | 18:40                      |                            |                            |                            |                            |                            |                            |                            |
| 2.                         | bqbqbq                     | 11:16                      |                            |                            |                            |                            |                            |                            |                            |
| 3.                         | debris_funk                | 10:25                      |                            |                            |                            |                            |                            |                            |                            |
| 4.                         | l3 ctrl                    | 16:52                      |                            |                            |                            |                            |                            |                            |                            |
| 5.                         | carefree counter dronal    | 5:14                       |                            |                            |                            |                            |                            |                            |                            |
| 6.                         | north spiral               | 15:01                      |                            |                            |                            |                            |                            |                            |                            |
| 7.                         | gonk steady one            | 22:25                      |                            |                            |                            |                            |                            |                            |                            |
| 8.                         | four of seven              | 13:06                      |                            |                            |                            |                            |                            |                            |                            |
| 9.                         | 32a_reflected              | 7:02                       |                            |                            |                            |                            |                            |                            |                            |
| 120:00                     |                            |                            |                            |                            |                            |                            |                            |                            |                            |

| NTS Session 2 (WARP 364-2) | NTS Session 2 (WARP 364-2)     | NTS Session 2 (WARP 364-2) | NTS Session 2 (WARP 364-2) | NTS Session 2 (WARP 364-2) | NTS Session 2 (WARP 364-2) | NTS Session 2 (WARP 364-2) | NTS Session 2 (WARP 364-2) | NTS Session 2 (WARP 364-2) | NTS Session 2 (WARP 364-2) |
| No                         | Titre                          | Durée                      |                            |                            |                            |                            |                            |                            |                            |
| -------------------------- | ------------------------------ | -------------------------- | -------------------------- | -------------------------- | -------------------------- | -------------------------- | -------------------------- | -------------------------- | -------------------------- |
| 1.                         | elyc9 7hres                    | 10:21                      |                            |                            |                            |                            |                            |                            |                            |
| 2.                         | six of eight (midst)           | 8:42                       |                            |                            |                            |                            |                            |                            |                            |
| 3.                         | xflood                         | 9:25                       |                            |                            |                            |                            |                            |                            |                            |
| 4.                         | gonk tuf hi                    | 7:53                       |                            |                            |                            |                            |                            |                            |                            |
| 5.                         | dummy casual pt2               | 5:16                       |                            |                            |                            |                            |                            |                            |                            |
| 6.                         | violvoic                       | 15:01                      |                            |                            |                            |                            |                            |                            |                            |
| 7.                         | sinistrailAB air               | 2:41                       |                            |                            |                            |                            |                            |                            |                            |
| 8.                         | wetgelis casual interval       | 2:39                       |                            |                            |                            |                            |                            |                            |                            |
| 9.                         | e0                             | 15:45                      |                            |                            |                            |                            |                            |                            |                            |
| 10.                        | peal MA                        | 5:04                       |                            |                            |                            |                            |                            |                            |                            |
| 11.                        | 9 chr0                         | 15:45                      |                            |                            |                            |                            |                            |                            |                            |
| 12.                        | turbile epic casual, stpl idle | 21:30                      |                            |                            |                            |                            |                            |                            |                            |
| 120:00                     |                                |                            |                            |                            |                            |                            |                            |                            |                            |

| NTS Session 3 (WARP 364-3) | NTS Session 3 (WARP 364-3) | NTS Session 3 (WARP 364-3) | NTS Session 3 (WARP 364-3) | NTS Session 3 (WARP 364-3) | NTS Session 3 (WARP 364-3) | NTS Session 3 (WARP 364-3) | NTS Session 3 (WARP 364-3) | NTS Session 3 (WARP 364-3) | NTS Session 3 (WARP 364-3) |
| No                         | Titre                      | Durée                      |                            |                            |                            |                            |                            |                            |                            |
| -------------------------- | -------------------------- | -------------------------- | -------------------------- | -------------------------- | -------------------------- | -------------------------- | -------------------------- | -------------------------- | -------------------------- |
| 1.                         | clustro casual             | 11:03                      |                            |                            |                            |                            |                            |                            |                            |
| 2.                         | splesh                     | 8:56                       |                            |                            |                            |                            |                            |                            |                            |
| 3.                         | tt1pd                      | 22:12                      |                            |                            |                            |                            |                            |                            |                            |
| 4.                         | acid mwan idle             | 11:57                      |                            |                            |                            |                            |                            |                            |                            |
| 5.                         | fLh                        | 8:18                       |                            |                            |                            |                            |                            |                            |                            |
| 6.                         | glos ceramic               | 13:26                      |                            |                            |                            |                            |                            |                            |                            |
| 7.                         | g 1 e 1                    | 7:00                       |                            |                            |                            |                            |                            |                            |                            |
| 8.                         | nineFly                    | 10:04                      |                            |                            |                            |                            |                            |                            |                            |
| 9.                         | shimripl air               | 7:06                       |                            |                            |                            |                            |                            |                            |                            |
| 10.                        | icari                      | 19:58                      |                            |                            |                            |                            |                            |                            |                            |
| 120:00                     |                            |                            |                            |                            |                            |                            |                            |                            |                            |

| NTS Session 4 (WARP 364-4) | NTS Session 4 (WARP 364-4) | NTS Session 4 (WARP 364-4) | NTS Session 4 (WARP 364-4) | NTS Session 4 (WARP 364-4) | NTS Session 4 (WARP 364-4) | NTS Session 4 (WARP 364-4) | NTS Session 4 (WARP 364-4) | NTS Session 4 (WARP 364-4) | NTS Session 4 (WARP 364-4) |
| No                         | Titre                      | Durée                      |                            |                            |                            |                            |                            |                            |                            |
| -------------------------- | -------------------------- | -------------------------- | -------------------------- | -------------------------- | -------------------------- | -------------------------- | -------------------------- | -------------------------- | -------------------------- |
| 1.                         | frane casual               | 13:43                      |                            |                            |                            |                            |                            |                            |                            |
| 2.                         | mirrage                    | 6:22                       |                            |                            |                            |                            |                            |                            |                            |
| 3.                         | column thirteen            | 17:02                      |                            |                            |                            |                            |                            |                            |                            |
| 4.                         | shimripl casual            | 24:32                      |                            |                            |                            |                            |                            |                            |                            |
| 5.                         | all end                    | 58:22                      |                            |                            |                            |                            |                            |                            |                            |
| 120:00                     |                            |                            |                            |                            |                            |                            |                            |                            |                            |

| AE_Store and Bleep digital bonus track | AE_Store and Bleep digital bonus track | AE_Store and Bleep digital bonus track | AE_Store and Bleep digital bonus track | AE_Store and Bleep digital bonus track | AE_Store and Bleep digital bonus track | AE_Store and Bleep digital bonus track | AE_Store and Bleep digital bonus track | AE_Store and Bleep digital bonus track | AE_Store and Bleep digital bonus track |
| No                                     | Titre                                  | Durée                                  |                                        |                                        |                                        |                                        |                                        |                                        |                                        |
| -------------------------------------- | -------------------------------------- | -------------------------------------- | -------------------------------------- | -------------------------------------- | -------------------------------------- | -------------------------------------- | -------------------------------------- | -------------------------------------- | -------------------------------------- |
| 1.                                     | sinistrail sentinel                    | 11:41                                  |                                        |                                        |                                        |                                        |                                        |                                        |                                        |
| 11:41                                  |                                        |                                        |                                        |                                        |                                        |                                        |                                        |                                        |                                        |